# اگباکپا
اگباکپا (به لاتین: Agbokpa) یک منطقهٔ مسکونی در بنین است که در استان زو واقع شده‌است.

## خصوصیات
اگباکپا ۵٬۰۴۲ نفر جمعیت دارد.